# カリストガ
カリストガ（Calistoga）は、アメリカ合衆国カリフォルニア州ナパ郡にある都市。人口は5,228人（2020年）。サンフランシスコ・ベイエリア北部にある温泉リゾートである。日本版『サイドウェイ』のロケ地ともなった。

## 歴史

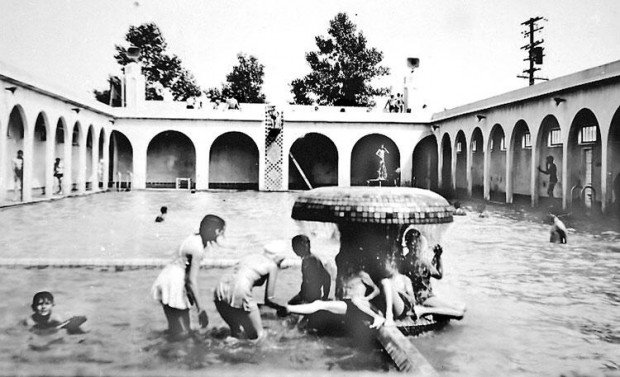
ローマ風 スパ（1940年）

1859年にサミュエル・ブラナンという人物がナパバレーを訪れ、この地の温泉に療養の力があると聞いて、ニューヨーク州サラトガ・スプリングズのような温泉リゾートにしようと考えた。ブラナンは「カリフォルニア」と「サラトガ」をもとにカリストガという地名を考案した。カリストガはサンフランシスコの富裕層の夏の避暑・保養地となり、ブラナンはナパを訪れやすくするためにナパバレー・ワイントレインを敷設した。
1924年にジュゼッペ・ムザンテという人物がこの地の水をカリストガ・スパークリング・ミネラルウォーターとして売り出した。1970年代にカリストガはアメリカ合衆国の有名なボトルウォーターのブランドになった。その後カリストガはネスレの一部門になったが、2009年にカリストガの工場は閉鎖され、現在は生産していない。カリストガにプラントのある飲料水会社にはほかにクリスタルガイザーがあるが、現在はカリストガの水は使われていない。
カリストガはしばしば山火事の被害に遭っている。2017年10月11日には山火事によって全市に避難命令が下された。2020年9月29日に再び山火事によって全市に避難命令が出された。

## ギャラリー

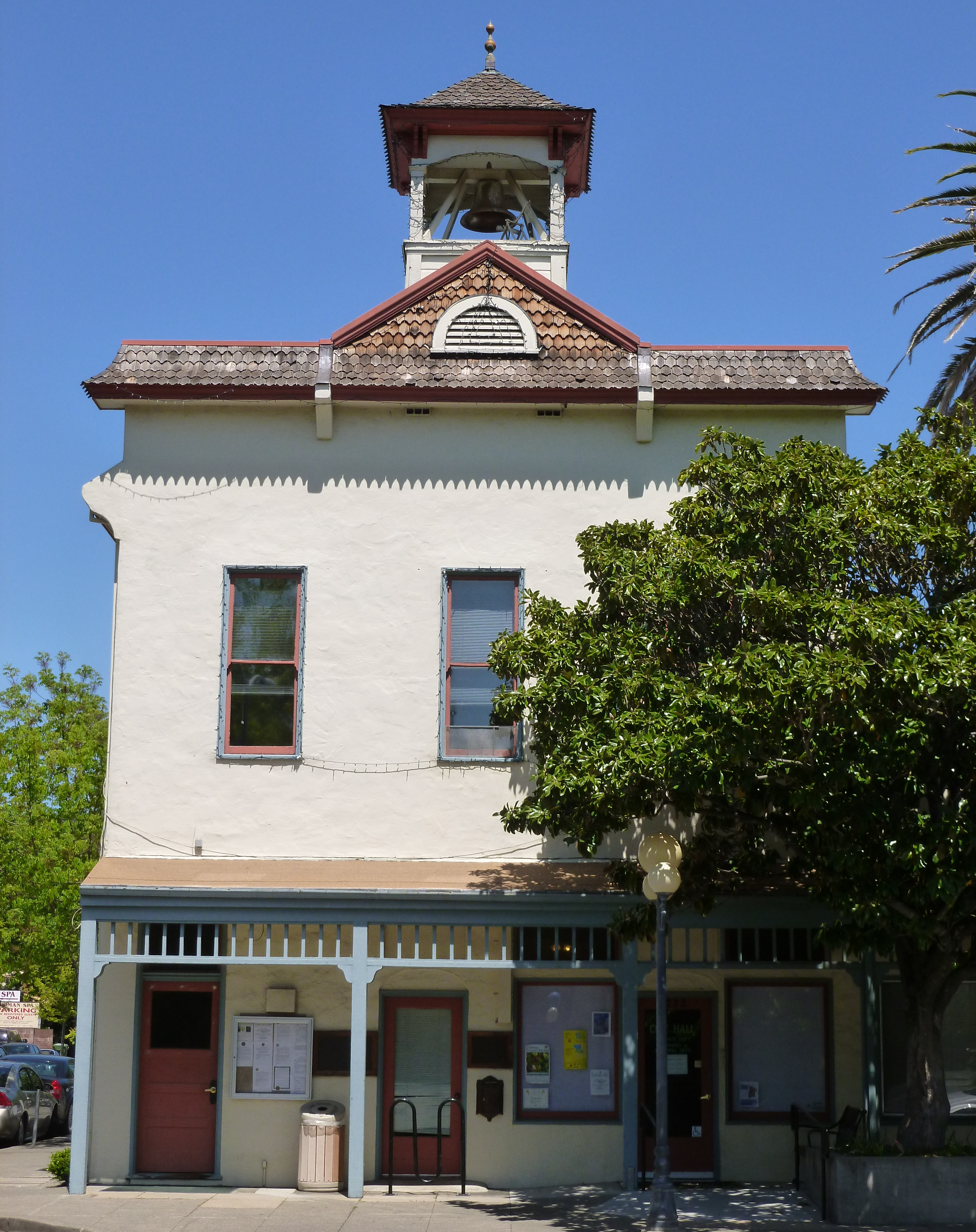
市役所
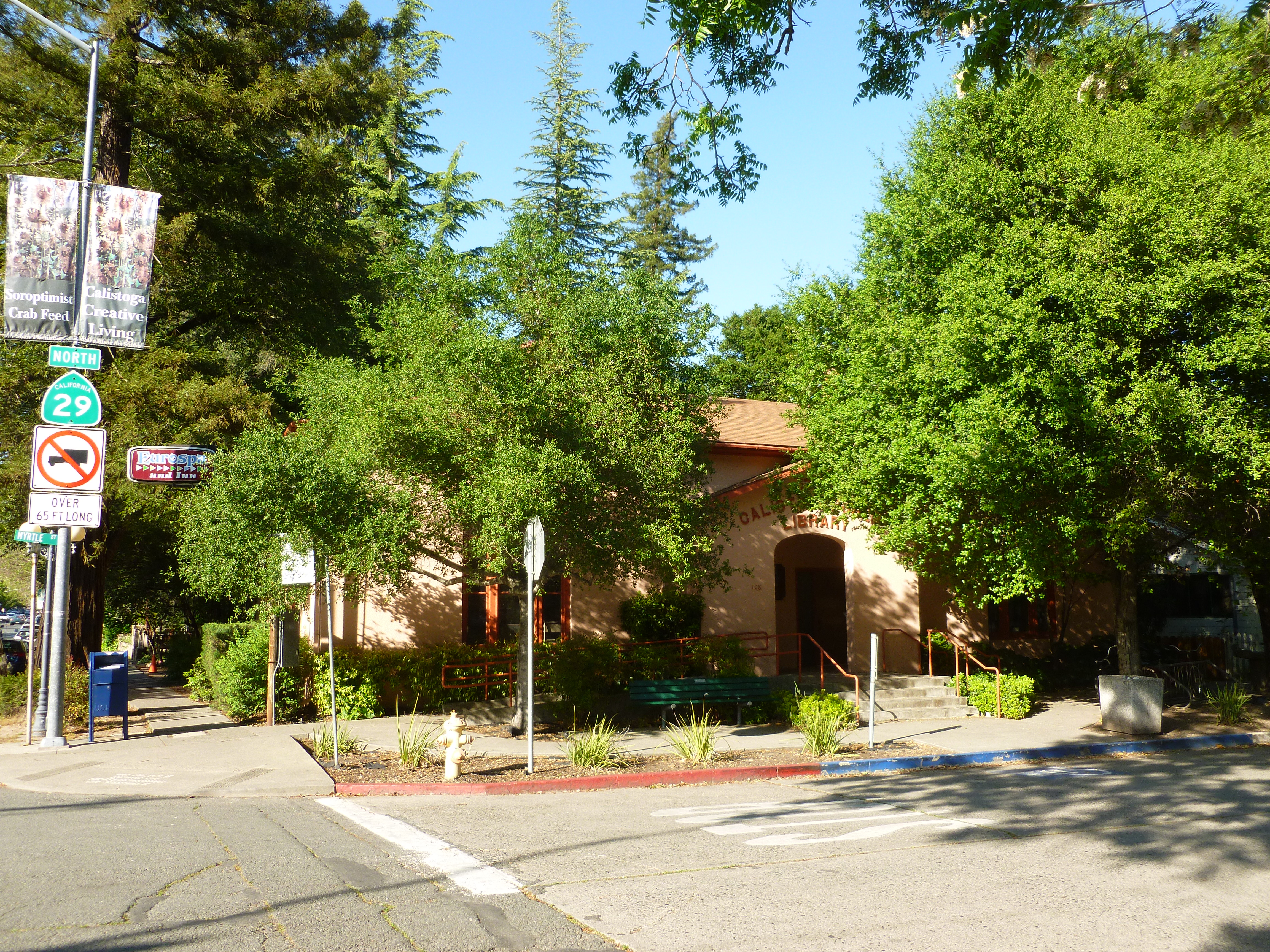
図書館
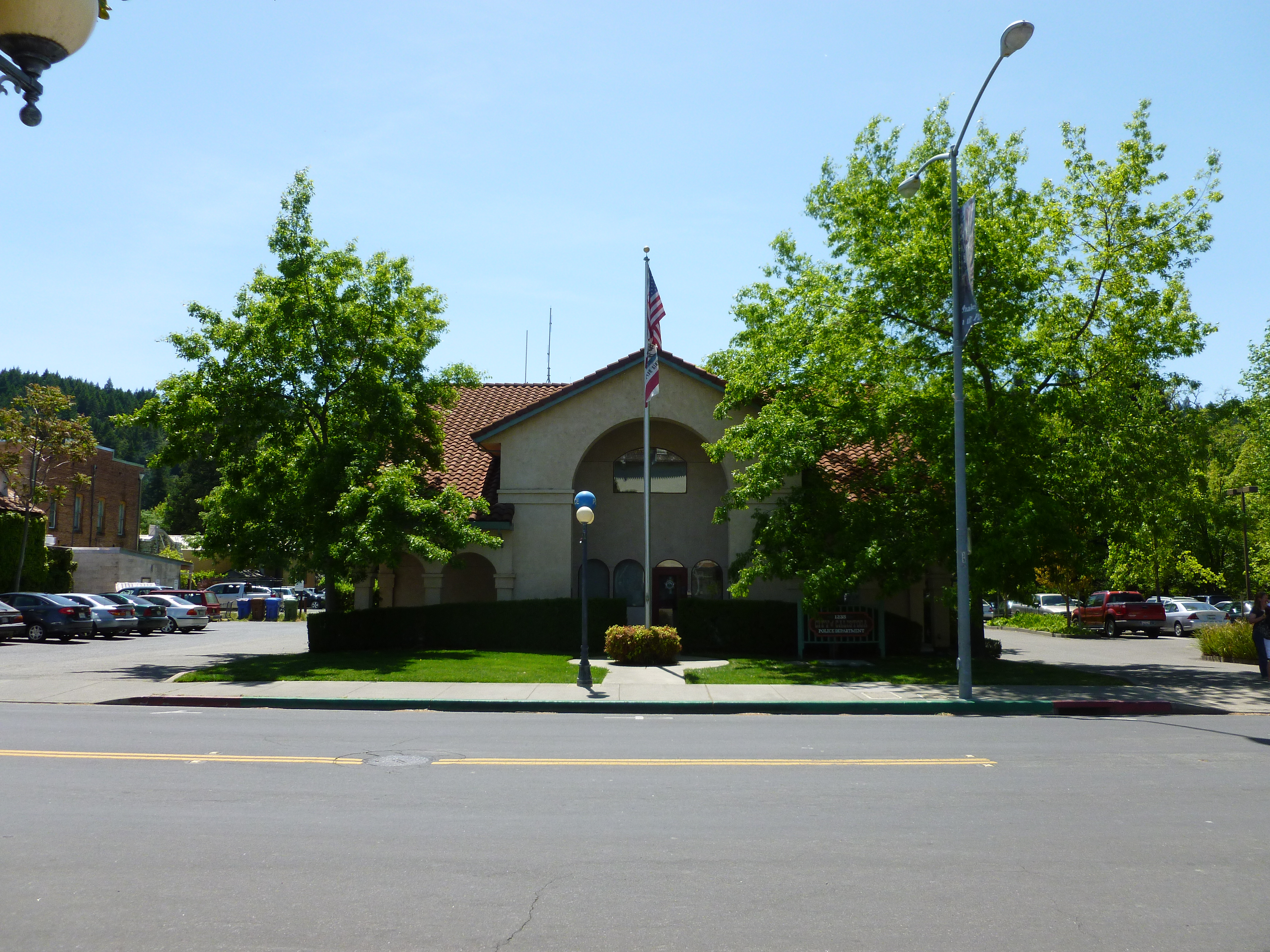
警察署
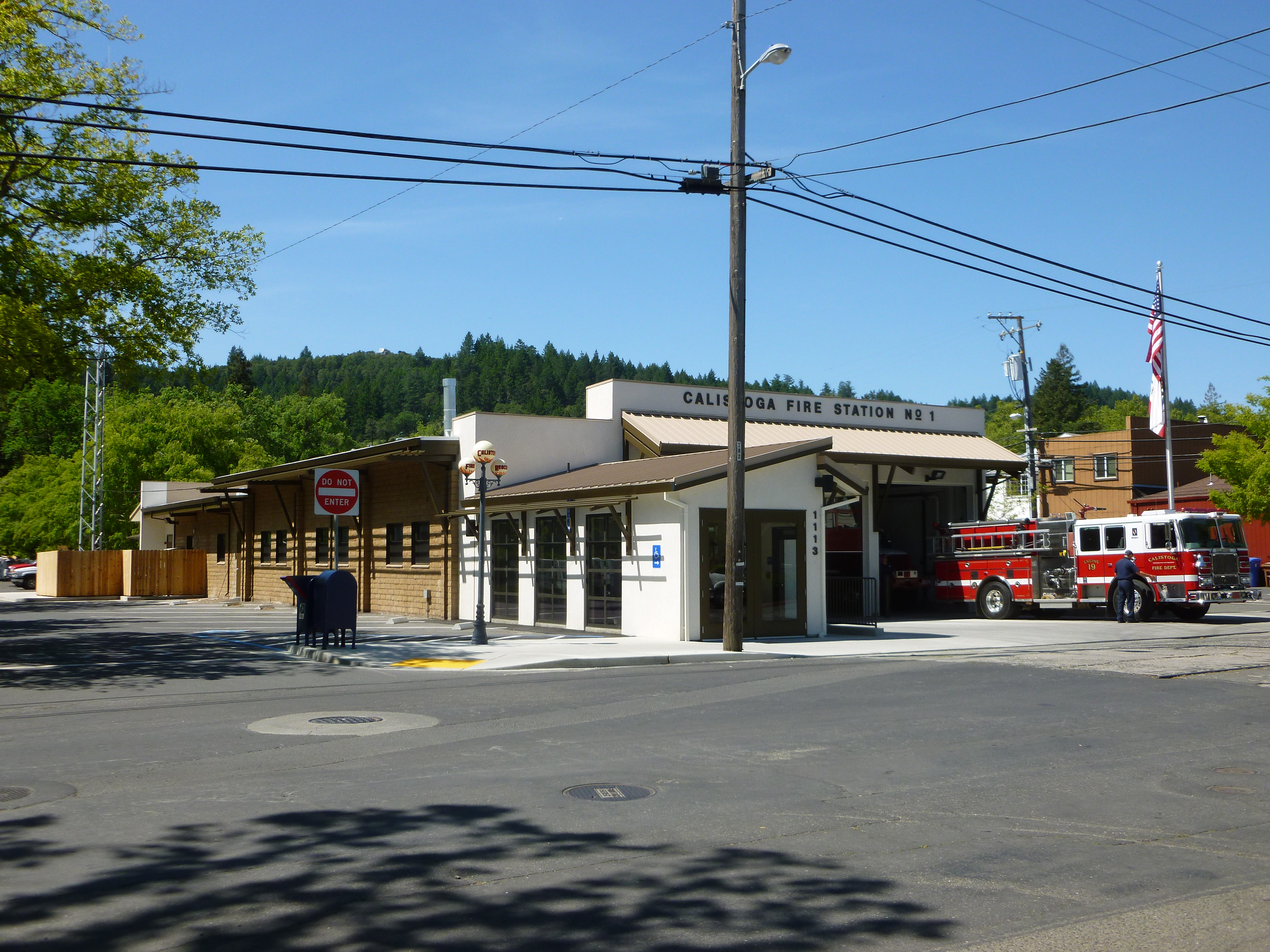
消防署
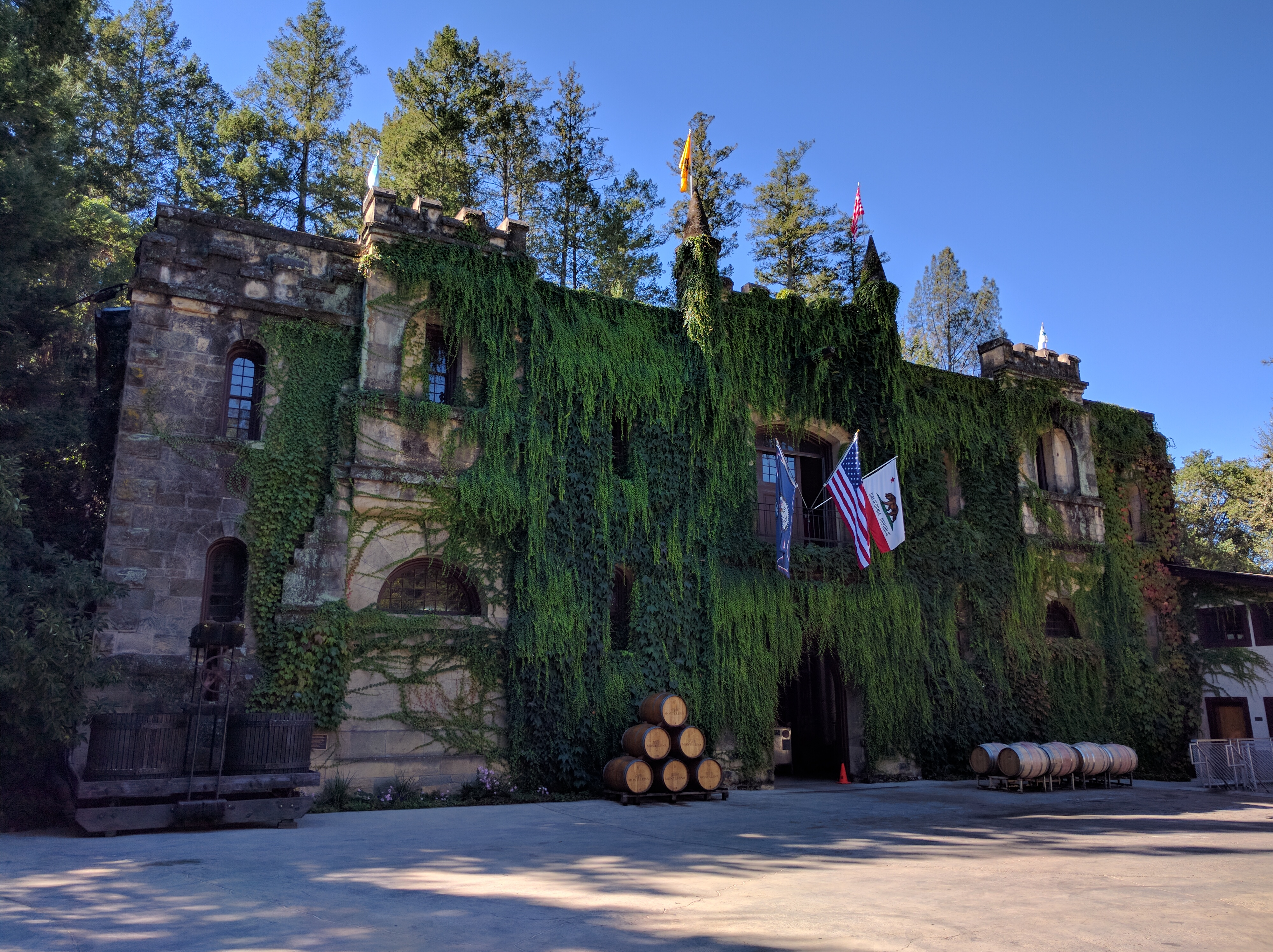
モンテレナ・ワイナリー
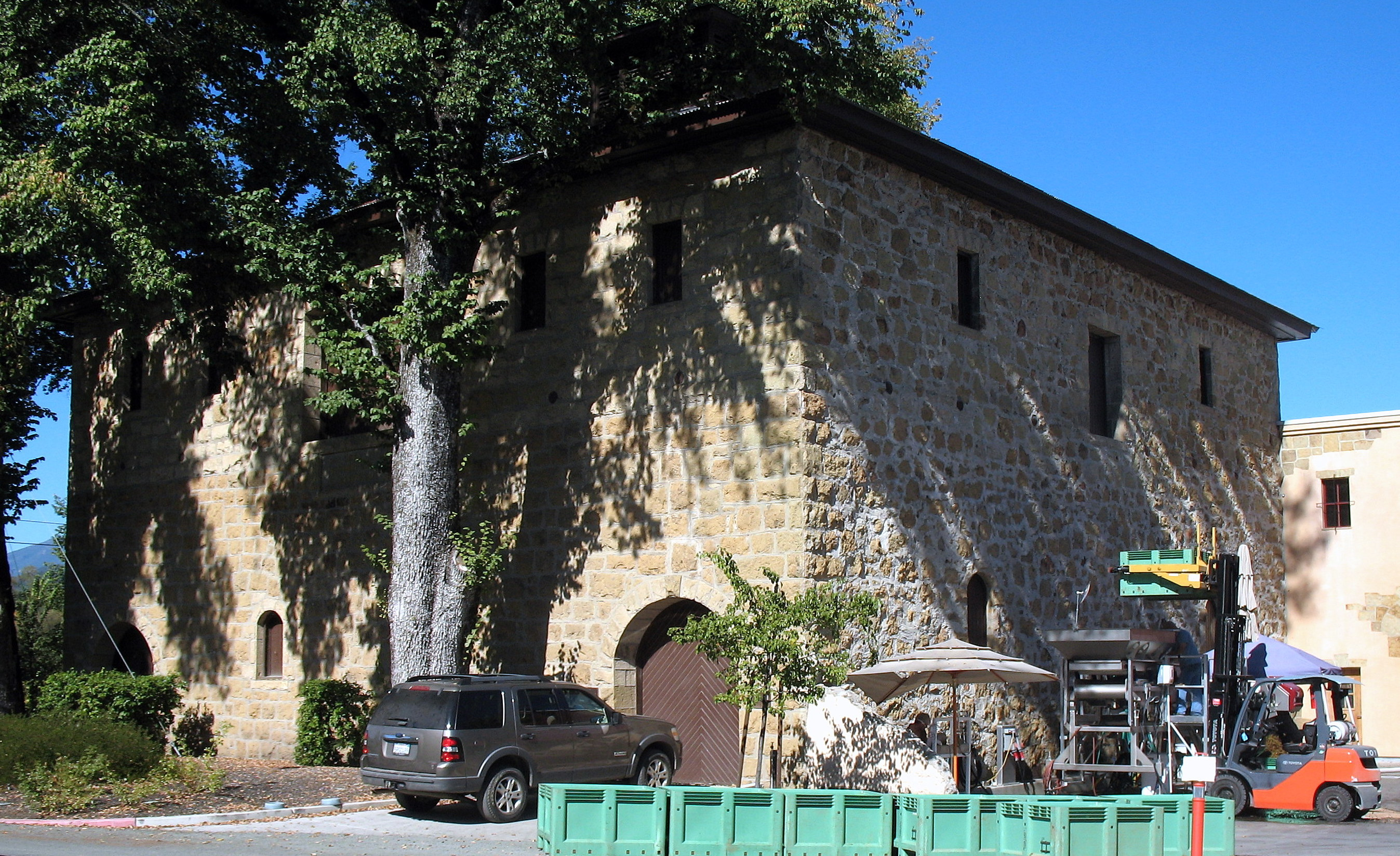
ラークミード・ワイナリー